# 에히메현
에히메현(일본어: 愛媛県 에히메켄[*])은 일본 시코쿠 북서부에 있는 현이다. 현청 소재지는 마쓰야마시이다.

## 역사
메이지 유신 때까지 에히메현은 이요국으로 알려져 있었다. 헤이안 시대 이래로 이 지역은 어부와 선원이 활발히 활동하였고 이들은 일본을 해적과 몽골의 침입으로부터 방어하는데 중요한 역할을 하였다. 세키가하라 전투 이후 도쿠가와 막부는 이 지역을 자신의 동맹인 가토 요시아키에게 주었다. 요시아키는 마쓰야마성을 축성하고 현대의 마쓰야마시의 기초를 세웠다.
에히메(愛媛)라는 이름은 고사기로부터 유래한 것으로 "사랑스러운 소녀"를 의미한다.

## 지리
시코쿠의 북서부에 위치하고 세토 내해를 사이에 두고 혼슈(히로시마현)와 또한 분고 수도를 사이에 두고 규슈(오이타현)와 접하고 있다. 히로시마현과는 1999년에 다리로 연결되었다. 또 동쪽으로 가가와현, 도쿠시마현, 남쪽으로 고치현과 접한다.
현은 내륙의 높은 산지와 긴 해안선, 세토 내해의 많은 섬들을 포함한다. 에히메현 최서단에 있는 사다미사키반도는 일본에서 가장 좁은 반도이다. 일본을 대표하는 감귤 산지이며 생산량은 전국에서 1~2위에 속한다.

## 행정 구역

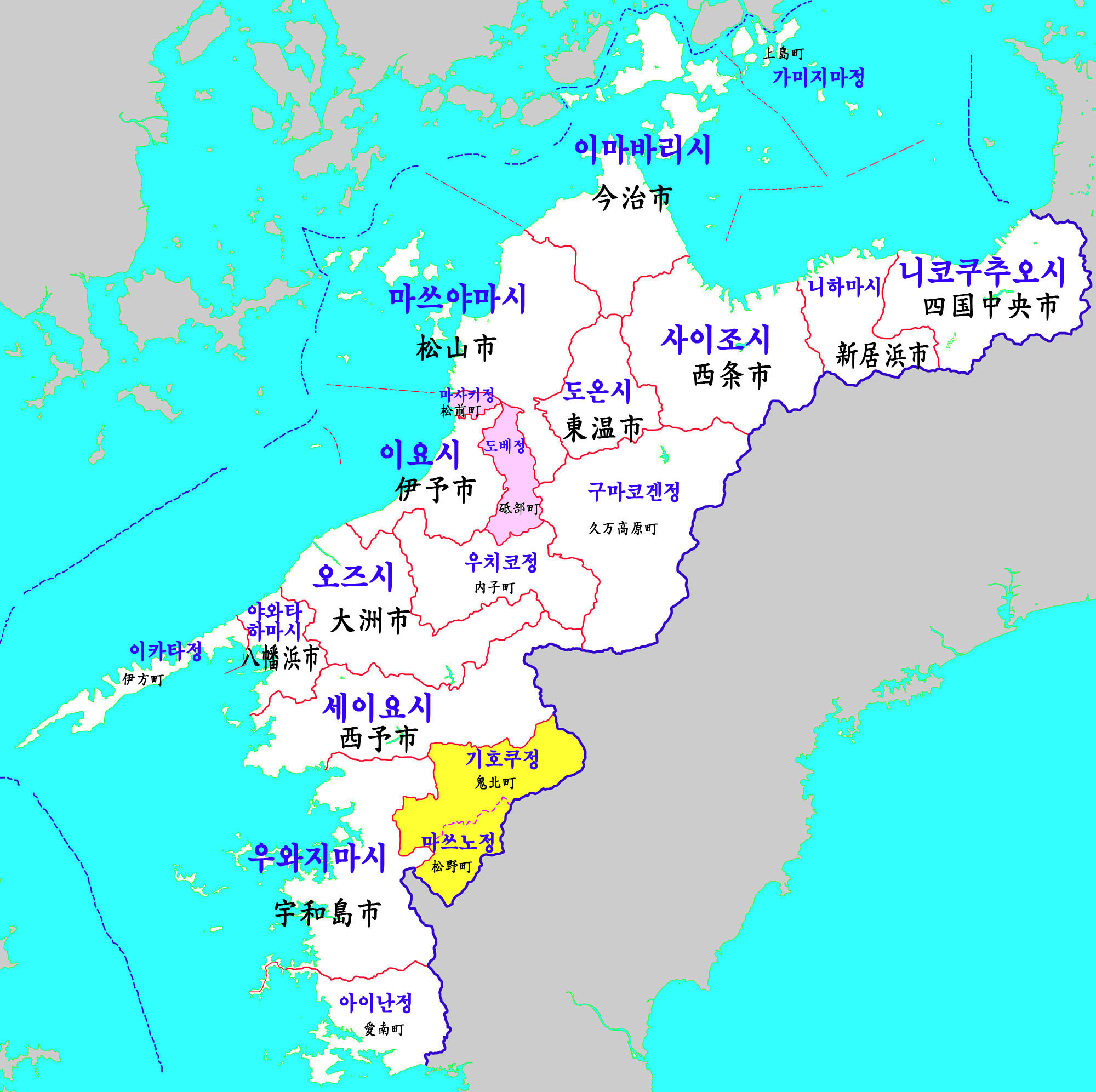
에히메현의 지도

에히메현에서는 ‘이요국’의 ‘予’(요)자에 방위를 붙인 ‘도요(東予) 지역’, ‘주요(中予) 지역’, ‘난요(南予) 지역’이라는 지역 구분을 사용한다.

### 도요(東予) 지방 - 동부
- 니이하마시(新居浜市)
- 시코쿠추오시(四国中央市)
- 사이조시(西条市)
- 이마바리시(今治市)
- 오치군(越智郡)
  - 가미지마정(上島町)

### 주요(中予) 지방 - 중부
- 마쓰야마시(松山市) - 현청 소재지
- 이요시(伊予市)
- 도온시(東温市)
- 가미우케나군(上浮穴郡)
  - 구마코겐정(久万高原町)
- 이요군(伊予郡)
  - 마사키정(松前町), 도베정(砥部町)

### 난요(南予) 지방 - 서남부
- 우와지마시(宇和島市)
- 야와타하마시(八幡浜市)
- 오즈시(大洲市)
- 세이요시(西予市)
- 기타군(喜多郡)
  - 우치코정(内子町)
- 니시우와군(西宇和郡)
  - 이카타정(伊方町)
- 기타우와군(北宇和郡)
  - 마쓰노정(松野町), 기호쿠정(鬼北町)
- 미나미우와군(南宇和郡)
  - 아이난정(愛南町)

## 경제
마쓰야마 주변 지역에는 조선, 화학, 석유 정제, 제지, 방직 등 많은 산업들이 있을 뿐만 아니라 현의 농촌 지역의 대부분은 농업과 어업에 종사하고 있고 특히 귤과 진주로 알려져 있다. 이카타의 원자력 발전소는 시코쿠의 전력 생산의 많은 부분을 담당한다.

## 교육
- 에히메 대학
- 마쓰야마 대학

## 교통

### 공항
- 마쓰야마 공항

### 철도
- 시코쿠 여객철도
  - 요산선
  - 요도선
  - 우치코선

- 이요 철도
  - 군추선
  - 다카하마선
  - 요코가와라선
  - 마쓰야마 시내선

### 도로
- 고속도로
  - 마쓰야마 자동차도(일본어판)
  - 다카마쓰 자동차도(일본어판)
  - 도쿠시마 자동차도(일본어판)
  - 고치 자동차도(일본어판)
  - 니시세토 자동차도
  - 이마바리고마쓰 자동차도(일본어판)

- 국도
  - 국도 제11호선
  - 국도 제33호선
  - 국도 제56호선
  - 국도 제192호선 (일본)(일본어판)
  - 국도 제194호선 (일본)(일본어판)
  - 국도 제196호선 (일본)(일본어판)
  - 국도 제197호선 (일본)(일본어판)
  - 국도 제317호선 (일본)(일본어판)
  - 국도 제319호선 (일본)(일본어판)
  - 국도 제320호선 (일본)(일본어판)
  - 국도 제378호선 (일본)(일본어판)
  - 국도 제379호선 (일본)(일본어판)
  - 국도 제380호선
  - 국도 제381호선 (일본)(일본어판)
  - 국도 제437호선 (일본)(일본어판)
  - 국도 제440호선 (일본)(일본어판)
  - 국도 제441호선 (일본)(일본어판)
  - 국도 제494호선